# Valle tingslag
Valla tingslag var ett tingslag i Skaraborgs län.
Tingslaget bildades 1680 och uppgick 1 januari 1905 i Skånings och Valle tingslag.
Tingslaget omfattade Valle härad och ingick i Skånings, Valle och Vilske domsaga från 1864, Gudhems, Kåkinds, Valle och Vilske häraders domsaga före dess. 
Tingsplats var från 1885 i Skara.